# Samurái (película de 1954)
Samurái (宮本武蔵 Miyamoto Musashi?) es una película japonesa de 1954 de Hiroshi Inagaki con Toshiro Mifune como protagonista. La película es la primera de una trilogía basada en aventuras con un trasfondo histórico.
La obra es una adaptación de la novela Musashi de Eiji Yoshikawa, publicada originalmente como una serie en el periódico japonés Asahi Shimbun, entre 1935 y 1939; y se basa libremente en la vida del famoso samurái japonés Miyamoto Musashi. Se filmaron dos secuelas Zoku Miyamoto Musashi: Ichijō-ji no Kettō (続宮本武蔵　一乗寺決闘, 1955) y Miyamoto Musashi Kanketsuhen: Kettō Ganryū-jima (宮本武蔵完結編　決闘巌流島, 1956).
La película ganó el Premio de la Academia de 1956 a la Mejor Película en Lengua Extranjera.

## Trama
Tras la batalla de Sekigahara, Takezo (Toshiro Mifune) y su amigo Matahachi (Rentarō Mikuni) se encuentran en el bando derrotado. En lugar de la gran victoria y la gloria que Takezo había anticipado, es un fugitivo perseguido y tiene que ayudar a Matahachi que está gravemente herido. La pareja busca refugio en la choza de una viuda y su hija que, sin que ellos lo sepan, están conectadas con forajidos locales. Los bandidos pronto aparecen y piden tributo por las armaduras, armas y otros objetos de los cuales las mujeres han despojado a los samuráis muertos, y Takezo tiene que luchar contra ellos. Ambas mujeres intentan seducirlo, pero son rechazadas. La viuda luego le dice a Matahachi que Takezo intentó agredirla y lo convence de que la acompañe a ella y a su hija a Kioto. Matahachi acepta, a pesar de que ama y está comprometido con Otsu (Kaoru Yachigusa), una mujer de su aldea.
Takezo cree que su amigo Matahachi lo ha abandonado, y se dirige a casa. En el camino, pasando por un control de carretera, hiere a varios de los hombres del señor local que se ocupan de la vigilancia. Habiendo retornado, le dice a la familia de Matahachi que éste todavía está vivo, pero no revela por qué éste no ha regresado. La madre de Matahachi no le cree y le tiende una trampa para capturarlo, pero él escapa y ella es arrestada por traición junto con muchos miembros de su clan. Hay un rastreo de Takezo en todo el pueblo, organizada por el señor; pero incluso después de usar a sus parientes como cebo, los aldeanos no pueden atraparlo.
Mientras tanto, Otsu recibe una carta firmada por la viuda Oko diciendo que Matahachi se ha ido con ella y que lo olvide, lo que la deja devastada. La madre de Matahachi, sin embargo, continúa insistiendo en que Otsu es su nuera y debe vivir con ella.
Takezo finalmente es capturado por el sacerdote budista Takuan Sōhō, quien convence al señor de que se le debe permitir usar sus propios métodos para controlarlo. El sacerdote cree que puede enderezar a Takezo, pero Takezo vuelve a escapar con la ayuda de Otsu. Otsu ahora entiende que Takezo estaba tratando de protegerla del conocimiento de que Matahachi la había abandonado y le ruega que la deje viajar con él. Huyen juntos, pero pronto son rastreados. Otsu es capturada, pero Takezo lucha y escapa nuevamente. Takezo se entera de que Otsu ha sido llevada al castillo de Himeji e irrumpe allí para rescatarla. Lo engañan y lo encierran en una habitación del castillo durante tres años, diciéndole que estudie el camino de los samuráis para ganar su liberación, mientras Otsu lo espera a salvo en un escondite elegido por Takuan.
El final de la película muestra a Takezo siendo liberado y otorgándosele su nombre de samurái "Musashi Miyamoto". Se va luego en busca de la iluminación, embarcándose en un largo viaje a través de Japón para perfeccionar su técnica de combate y purificar su alma. Deja dos mensajes a Otsu: "Pronto volveré" y "perdóname".

## Reparto
| - Toshiro Mifune - Takezo (Miyamoto Musashi) - Rentarō Mikuni - Honiden Matahachi - Kuroemon Onoe - sacerdote Takuan (Takuan Sōhō) - Kaoru Yachigusa - Otsu - Mariko Okada - Akemi - Mitsuko Mito - Oko, mujer de Matahachi - Eiko Miyoshi - Osugi, madre de Matahachi - Akihiko Hirata - Seijuro Yoshioka - Kusuo Abe - Temma Tsujikaze - Eitaro Ozawa - Terumasa Ikeda - Akira Tani - Kawarano-Gonroku - Seijiro Onda - oficial en jefe - Fumito Matsuo - oficial - Masanobu Ôkubo - oficial - Jiro Kumagai - aldeano | - Akira Sera - aldeano - Yasuhisa Tsutsumi - aldeano - Yutaka Sada - soldado - Shigeo Kato - soldado - Junichirō Mukai - soldado - Kiyoshi Kamoda - guerrero errante - Michio Sakurai - guerrero errante - Kyoro Sakurai - guerrero errante - Masao Masuda - leñador - Daisuke Katō - Kanta Kisaragi - Yoshio Kosugi - Sōjin Kamiyama - William Holden - narrador en la versión estadounidense (sin créditos) |

## Antecedentes históricos
- La Batalla de Sekigahara tuvo lugar el 21 de octubre de 1600 cerca del lugar del mismo nombre en la prefectura de Gifu. Dos ejércitos, cada uno con más de 80.000 hombres, se enfrentaron: los aliados de Toyotomi Hideyori por un lado y el ejército de Tokugawa Ieyasu por el otro. El ejército de Ieyasu ganó la batalla, en la que el otro bando perdió casi la mitad de sus combatientes.[6]
- Takuan Sōhō (沢庵 宗彭, 1573–1645) fue un maestro zen autor de varios libros sobre artes marciales, consejero de los tennō y, según la leyenda, maestro de Miyamoto Musashi.[7]
- Miyamoto Musashi (1584–1645) es considerado el mejor samurái de todos los tiempos. Su técnica de lucha casi invencible convirtió a Musashi en un rōnin, un samurái sin maestro.[8] Se dice que se enfrentó en más de 60 duelos y los ganó todos.[9] Tras deponer la espada, construyó escuelas y templos y se dedicó a la escritura.[10]
- Himeji-jō es una de las estructuras arquitectónicas más antiguas del Japón. El complejo del castillo consta de 83 edificios. Fue construido en su forma original en 1346.[11]

## Producción
Ha habido relatos ficticios sobre la vida de Musashi que se remontan a su propia época, pero el más célebre (y en el que se basa la trilogía samurái) es probablemente la novela Musashi de Eiji Yoshikawa de 1930. De hecho, a Inagaki le gustó tanto que la adaptó dos veces. Su adaptación original en tres partes se realizó en 1942, pero, lamentablemente, se perdió durante la Segunda Guerra Mundial, lo que lo llevó a comenzar a filmar esta nueva versión en 1954.
samurái: Musashi Miyamoto fue la segunda producción cinematográfica de Toho en color y la primera en el proceso Eastman Color.
El asistente de dirección fue Jun Fukuda, quien más tarde dirigió varias películas de Godzilla. Eiji Tsuburaya, quien también trabajó en las películas de Godzilla, estuvo a cargo de los efectos especiales.

## Estreno
Samurái: Musashi Miyamoto fue lanzada en Japón el 26 de septiembre de 1954, donde fue distribuida por Toho. En los Estados Unidos fue distribuida como Samurái (The Legend of Musashi) por Fine Art Films con subtítulos en inglés y narración en inglés el 19 de noviembre de 1955.

## Recepción
El Lexikon des internationalen Films destacó que se trata de "Una película contada en imágenes tranquilas, de colores pastel y, a través de su sencillez, de una conmovedora afectuosidad."
"El camino de un samurái desde el salvajismo desenfrenado hasta la contemplación y el autodescubrimiento. La sencilla y austera leyenda se ha plasmado en un poema fílmico de delicada belleza [,,,]"
Dennis Schwatz opinó que "No es, de hecho, una mala película de acción. Especialmente si le gustan las películas de samuráis con temas antiguos sobre la lealtad, la confianza y la valentía. No alcanza el nivel de los clásicos samuráis de Kurosawa, pero Ingaki hace un buen trabajo al combinar las secuencias de batalla con la trama y el desarrollo de los personajes."
Bruce Eder comparó la película con Los siete samuráis: "Hay similitudes entre los roles de Mifune en la trilogía samurái y Los siete samurái de Kurosawa: ambos hombres provienen de entornos humildes, y los miembros de la clase guerrera a la que buscan unirse no entienden completamente a ninguno de ellos. En marcado contraste con Los siete samurái (en el que los detalles y los matices pueden tener prioridad sobre la trama), Inagaki presenta el alcance completo de la envolvente historia de Yoshikawa, que involucra a más de una docena de personajes cuidadosamente dibujados durante una docena de años. Y a diferencia de Los siete samurái y su historia de un grupo de ronin que se sacrifican en una batalla que no traerá ni dinero ni fama, Samurái y sus secuelas adoptan una historia heroica mucho más tradicional, relatada en el marco de eventos monumentales y poblada por importantes figuras históricas, de los cuales el mismo Musashi no es la menor.

## Legado
Las tres películas han alcanzado estatus de culto. Quentin Tarantino se refiere a la serie en Kill Bill: cuando la novia mata a O-Ren Ishii, lo cual refleja el enfrentamiento final de la tercera parte de samurái entre Miyamoto Musashi y Sasaki Kojiro. El actor principal, Toshirō Mifune, quien filmó más de 180 películas en su carrera, se convirtió en una estrella mundial internacional en la década de 1950.